# L'étoile (opera)
L'étoile è un'opera buffa in tre atti di Emmanuel Chabrier su libretto di Eugène Leterrier e Albert Vanloo.
Chabrier incontrò i suoi librettisti a casa di un amico comune, il pittore Gaston Hirsh, nel 1875. Chabrier suonò per loro le prime versioni della romanza "O petite étoile" e il pezzo d'insieme "Le pal, est de tous les supplices..." (su parole di Verlaine che Leterrier e Vanloo trovarono troppo audaci e moderarono). Accettarono di collaborare e Chabrier iniziò la composizione con entusiasmo. La trama riprende alcuni dei personaggi e delle situazioni di Fisch-Ton-Kan di Chabrier.

## Storia delle esecuzioni
L'étoile fu presentata per la prima volta il 28 novembre 1877 al Théâtre des Bouffes-Parisiens di Offenbach. Nella sua esecuzione iniziale la modesta orchestra fu atterrita dalla difficoltà della partitura di Chabrier, che era molto più sofisticata di qualsiasi cosa Offenbach avesse scritto per il piccolo teatro del boulevard.
Fuori dalla Francia fu eseguita per la prima volta a Berlino il 4 ottobre 1878, quindi a Budapest il 23 novembre 1878. A New York nel 1890 al Broadway Theatre, un adattamento inglese di J. Cheever Goodwin fu intitolato The Merry Monarch, con nuova musica di Woolson Morse. La musica di Chabrier non andò meglio a Londra nel 1899, dove la partitura fu riscritta da Ivan Caryll per un adattamento al Savoy Theatre chiamato The Lucky Star. A Bruxelles, nel 1909, la musica originale di Chabrier fu ripristinata e ci fu un'esibizione all'Arts Décoratifs Exposition di Parigi nel 1925, diretta da Albert Wolff.
La prima grande ripresa dell'operetta fu il 10 aprile 1941 all'Opéra-Comique di Parigi sotto l'ooccupazione nazista, con Fanély Revoil, René Hérent, Lillie Grandval e André Balbon e in quell'occasione furono registrati i momenti salienti, diretti da Roger Désormière; questa produzione fu ripresa nel dicembre 1946 con Revoil e Payen. Le nuove produzioni furono montate all'Opéra-Comique nell'ottobre 1984 con Colette Alliot-Lugaz e Michel Sénéchal nei ruoli principali e nel dicembre 2007 con Jean-Luc Viala e Stéphanie d'Oustrac.
La prima registrazione completa della EMI nel 1985, diretta da John Eliot Gardiner, seguì una produzione all'Opéra National de Lyon dell'anno precedente con Alliot-Lugaz, che fu anche filmata per la televisione da FR3 nel novembre 1985 e trasmessa nel 1986.
L'étoile è stata eseguita con crescente frequenza, non molto lontano negli ultimi anni, con produzioni all'Opera North nel 1991, alla Glimmerglass Opera e a Maastricht nel 2001, alla New York City Opera nel 2003 (ripresa nel marzo 2010), a Toronto nel 2005, a Montreal e Cincinnati nel 2006, a Zurigo nel 2007 e a Ginevra nel 2009. Nel 2010 è stata rappresentata alla Austin Lyric Opera, in Texas, alla Staatsoper Unter den Linden di Berlino (diretta da Simon Rattle) e al Theater Bielefeld. Una produzione di David Alden è stata messa in repertorio all'Oper Frankfurt nel 2010 e 2011. La New Sussex Opera ha messo in scena una produzione itinerante nel Sussex e Londra in inglese, col titolo Lucky Star, nel 2013 (diretta da Nicholas Jenkins).
L'opera ha fatto parte della stagione 2014/15 della De Nationale Opera nell'ottobre 2014. The Royal Opera (Londra) ha tenuto diverse esibizioni all'inizio del 2016, la prima in quel teatro.

## Ruoli
| Ruolo                                                                | Registro vocale       | Cast della prima, 28 novembre 1877 (Direttore: Léon Roques) |
| -------------------------------------------------------------------- | --------------------- | ----------------------------------------------------------- |
| Ouf 1°, Re dei 36 reami                                              | tenore                | Daubray                                                     |
| Siroco, astrologo                                                    | basso                 | Étienne Scipion                                             |
| Principe Hérisson de Porc-Epic, Ambasciatore della corte di Mataquin | baritono              | Jolly                                                       |
| Tapioca, segretario di Hérisson                                      | tenore                | Jannin                                                      |
| Lazuli                                                               | mezzosoprano          | Paola Marié                                                 |
| La Principessa Laoula                                                | soprano               | Berthe Stuart                                               |
| Aloès, moglie di Hérisson                                            | mezzosoprano          | Luce                                                        |
| Oasis, Damigella d'onore                                             | soprano               | Blot                                                        |
| Asphodèle, Youca, Adza, Zinnia, Koukouli, Damigelle d'onore          | soprani, mezzosoprani |                                                             |
| Capo della Polizia                                                   | parlato               | Pescheux                                                    |
| Coro: popolo, guardie, cortigiani                                    |                       |                                                             |

  Sorgente: Roger Delage

## Trama no.

### Atto 1
Re Ouf 1° si aggira per la città, sotto mentite spoglie, alla ricerca di un soggetto adatto per un'esecuzione capitale, come regalo di compleanno. Arrivano Hérisson de Porc-Epic, un ambasciatore e sua moglie Aloès, accompagnati dal suo segretario, Tapioca e da Laoula, figlia di un vicino monarca. Viaggiano in incognito e la principessa viene spacciata per la moglie di Hérisson. La loro missione, di cui Laoula non è a conoscenza, è di sposarla con Ouf. Le complicazioni sorgono quando Laoula e un povero venditore ambulante, Lazuli, si innamorano a prima vista. Rimproverato perché flirta, Lazuli insulta il re travestito e diventa così il candidato desiderato per la morte per impalamento. Ma Siroco, l'astrologo del re, rivela che i destini del re e del venditore sono indissolubilmente legati; le stelle prevedono che moriranno entro 24 ore l'uno dall'altro. Le sorti cambiano di nuovo e Lazuli viene scortato con tutti gli onori nel palazzo.

### Atto 2
Lazuli, festeggiato e ben nutrito, si annoia dal lusso e desidera ardentemente Laoula. Ouf, ancora ignaro dei travestimenti, incoraggia le speranze di matrimonio degli innamorati, imprigionando il presunto marito, Hérisson. Gli amanti partono ma Hérisson fugge e ordina di sparare al venditore. Si sentono spari, ma nonostante sia stata introdotta Laoula non c'è traccia di Lazuli. Ouf si lamenta della propria morte imminente.

### Atto 3
Lazuli, sfuggito agli spari, ascolta Ouf, Siroco e Hérisson mentre discutono della situazione e alla fine si rivela a Laoula. Pianificano una seconda fuga. Il re e Siroco provano a sollevarsi il morale con un grande bicchiere di chartreuse verde. Ouf, nel disperato tentativo di generare un erede al trono, ha in programma di sposare Laoula, anche se per un'ora, ma scopre di aver esaurito il tempo. Ma quando gli orologi battono le cinque e non succede nulla, Ouf dichiara che le previsioni dell'astrologo dovevano essere sbagliate. Il capo della polizia appare quindi con Lazuli, che era stato catturato mentre usciva dal paese. Il re benedice il matrimonio di Lazuli e Laoula. In un coro finale generale Lazuli e Laoula si rivolgono al pubblico per una ripresa del finale dell'atto 1.